# Johann Heinrich von Heucher

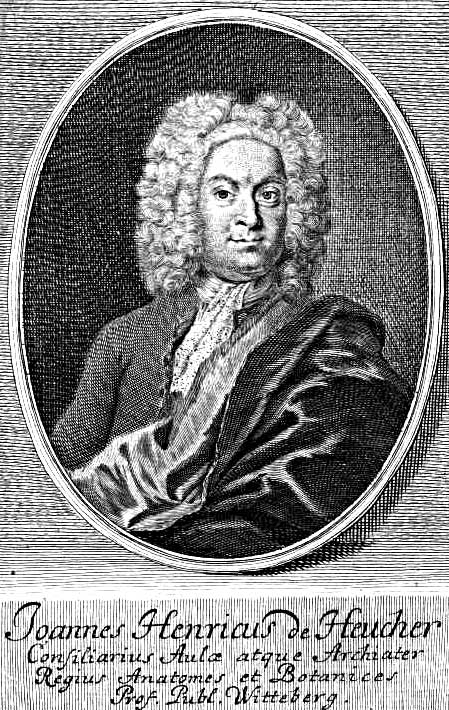
Johann Heinrich von Heucher

Johann Heinrich Heucher, ab 1729 von Heucher (* 1. Januar 1677 in Wien; † 23. Februar 1747 in Dresden), war ein Naturwissenschaftler und der Leibarzt von August dem Starken. Sein offizielles botanisches Autorenkürzel lautet „Heuch.“.
Er war naturwissenschaftlich außerordentlich gebildet und einer der ersten prägenden Menschen in den Bereichen der Zoologie, Mineralogie und Geologie für die heutigen Museen. In den Jahren von 1720 bis zu seinem Tod 1747 war Heucher General- und Spezial-Inspektor der Galleries des Sciences in Dresden und zuständig für alle naturhistorischen Sammlungen.

## Leben
Er wurde von seinen Eltern als Zwölfjähriger bereits nach Wittenberg gebracht, wo er sich am 25. Juli 1689 an der Universität Wittenberg immatrikulierte. Am 26. April 1694 erwarb er sich den akademischen Grad eines Magisters an der philosophischen Fakultät der Universität, wurde dann Substitut von Johann Baptist Röschel und half Paul Gottfried Sperling. Dabei machte er sich durch die Herstellung anatomischer Präparate einen Namen. Nachdem er am 7. April 1700 das Lizentiat der Medizin erwarb und am 26. April 1700 zum Doktor der Medizin promovierte, übernahm er 1706 von Röschel die Professur der Physik. Während der Zeit seiner Professur vermehrte er die Sammlungen der medizinischen Präparate und veröffentlichte ein erstes Verzeichnis der Pflanzen des botanischen Gartens der Universität Wittenberg.
Heucher wurde am 8. Dezember 1713 zum Leibarzt von König August dem Starken nach Dresden berufen und erhielt dort ein Jahresgehalt von 1200 Talern und eine freie Wohnung. Etwa 1718 wurde damit begonnen, in Dresden spezielle Museen zu errichten, allen voran so genannte Naturalienkabinette, deren Grundlagen das Material der kurfürstlichen Kunstkammern bildete. Zwischen 1720 und 1728 transportierte Heucher alle naturwissenschaftlichen Objekte aus der Kunstkammer in das Regimentshaus am Neumarkt und errichtete dort ein Collectionsgebäude für eine naturgeschichtliche Sammlung. Trotz seiner Tätigkeiten in Dresden übernahm er am 1. Dezember 1721 die Professur der Medizin an der Universität Wittenberg. Im Zeitalter der Aufklärung entstand so aus dem Chaos der Kammerbestände ein wissenschaftlicher Kosmos, der jedoch kaum Platz in den Räumen des Regimentshauses fand. Heucher hatte einen hohen Stellenwert beim König und konnte ihn überzeugen, die Sammlung in das damals modernste Gebäude der Stadt, in den Zwinger, bringen zu lassen. Der Befehl zum Umzug erfolgte am 19. Mai 1728 und wurde innerhalb von sechs Wochen vollzogen.
Seine Umgestaltungen in Museen genügten den damals modernsten wissenschaftlichen Ansprüchen und konnten den Gelehrten das notwendige Material für ihre Forschungen zur Verfügung stellen. 1746 wurde für die Hauptbibliothek die 4000 Bände umfassende Privatbibliothek Heuchers für 5000 Taler aufgekauft. Heuchers botanische Kenntnisse und seine Forschungen auf dem Gebiet müssen für die damalige Zeit sehr bedeutend gewesen sein. Er verfasste auch Werke auf dem Gebiet der Medizin und Mineralogie.
Heucher heiratete am 13. Mai 1706 in Wittenberg Johanna Maria, die Tochter des Johann Heinrich von Berger. Er wurde 1729 vom Kaiser geadelt. Im selben Jahr wurde er zum Mitglied der Royal Society gewählt. Sein Grab befand sich auf dem Zweiten Annenkirchhof auf der Josephinengasse in Dresden und ist wie der Friedhof nicht erhalten.

## Dedikationsnamen
Carl von Linné benannte ihm zu Ehren die Gattung Heuchera (Purpurglöckchen) der Pflanzenfamilie der Steinbrechgewächse (Saxifragaceae).

## Werke (Auswahl)
- Ex historia naturali de vegetabilibus magicis. Hake, Wittenberg 1700. (Digitalisat)[5]
- Morbos Ex Nimio Veneris Usu. Hake, Wittenberg 1700. (Digitalisat)
- Ars magna anatome. Gerdes, Wittenberg 1709. (Digitalisat)
- Disputatio anatomica de nervis. Kreusig, Wittenberg 1710. (Digitalisat)
- Index Plantarvm Horti Medici Academiae Vitembergensis. Gerdes, Wittenberg 1711. (Digitalisat)
- Dissertatione medica plantarvm historiam fabvlarem botanices ornandæ amplificandaeqve cavssa evolvent. Kreusig, Wittenberg 1713. (Digitalisat)